# ميدر سفلي (مقاطعة تشرداول)
ميدر سفلي (بالفارسية: میدر سفلی) هي قرية تقع في قسم زردلان الريفي (مقاطعة تشرداول) في إيران.